# BC Prievidza
O Basquete Clube Prievidza  é um clube profissional de basquetebol situado na cidade de Prievidza, Eslováquia que disputa atualmente a Liga Eslovaca e a Copa Europeia.